# Джиммі Бенкс
Джиммі Бенкс (англ. Jimmy Banks, 2 вересня 1964, Мілвокі — 26 квітня 2019, Мілвокі) — американський футболіст, що грав на позиції захисника.
Виступав, зокрема, за національну збірну США, у складі якої був учасником чемпіонату світу 1990 року.

## Клубна кар'єра
Свої перші футбольні тренування Бенкс розпочав у середній школі Кастера у рідному Мілвокі. Після закінчення школи він спочатку навчався в Університеті Вісконсин-Парксайд, а потім в Університеті Вісконсин-Мілвокі, де грав за місцеву футбольну команду «Мілвокі Пантерс» у чемпіонаті NCAA, спочатку як нападник, а потім як півзахисник. У 1999 році Університет включив Бенкса до Зали спортивної слави закладу
Після закінчення університету він був задрафтований клубом «Канзас-Сіті Кометс» з Major Indoor Soccer League та «Мілвокі Вейв» з American Indoor Soccer Association. Обравши «Вейв», Бенкс грав там до 1993 року. У 1992 році він був обраний до команди всіх зірок ліги.
У 1999 році він став головним тренером чоловічої футбольної команди Інженерної школи Мілвокі, цю посаду він обіймав до своєї смерті в 2019 році. Він також обіймав посаду тренера команди «Мілвокі Кікерс». Крім того завершивши професіональну ігрову кар'єру, Бенкс продовжував у футбол на аматорському рівні за «Мілвокі Баваріан».

## Виступи за збірну
З молодіжними збірними 1987 року брав участь у Панамериканських іграх та Всесвітніх університетських іграх.
5 лютого 1986 року дебютував в офіційних іграх у складі національної збірної США в товариському матчі з Канадою (0:0).
У складі збірної був учасником чемпіонату світу 1990 року в Італії, де провів 2 гри — з Італією (0:1) і з Австрією (1:2), а його команда не вийшла з групи.
Загалом протягом кар'єри в національній команді, яка тривала 6 років, провів у її формі 37 матчів.

## Смерть
25 квітня 2019 року син Джиммі, Деметріус «Ді» Бенкс, оголосив, що колишній футболіст переживає «останні дні боротьби з раком». Наступного дня Джиммі Бенкс помер у віці 54 років у місті Мілвокі.